# ارنستو کاردنال
ارنستو کاردنال مارتینز (به اسپانیایی: Ernesto Cardenal Martínez) (زاده ۲۰ ژانویه ۱۹۲۵ – درگذشته ۱ مارس ۲۰۲۰) یکی از برجسته‌ترین شعرای نیکاراگوئه بود.

## زندگی
ارنستو کاردنال مارتینز متولد ۲۰ ژانویه ۱۹۲۵ در گرانادا، نیکاراگوئه است. او پس از روبن داریو یکی از برجسته‌ترین شعرای زادگاهش محسوب می‌شود و علاوه بر این، برجسته‌ترین نمایندگان الهیات آزادی‌بخش در آمریکای لاتین نیز به شمار می‌رود. کاردنال که زمانی کشیش بود، از سال ۱۹۷۹ تا ۱۹۸۷ در دورهٔ حکومت جبههٔ آزادی‌بخش میهنی ساندینیستا تصدی پست وزیر فرهنگ نیکاراگوئه را عهده‌دار بود و فعالیت‌های سیاسی‌اش همواره در کشمکش با فعالیت وی در عرصهٔ کلیسا بود.

## جوایز
کاردنال با شعرهایش همواره از بخت‌های کسب جایزهٔ نوبل ادبیات به شمار رفته، هر چند هنوز محقق نشده‌است. کاردنال در سال ۱۹۸۰ موفق به دریافت جایزهٔ صلح کتابفروشی‌های کشور آلمان شد.

## پی‌نوشت
1. ↑  https://www.nytimes.com/2020/03/01/world/americas/ernesto-cardenal-dead.html
2. 1 2 3 4 5  «ارنستو کاردنال به اروپا...»،  ایبنا.